# علي بن مزيد
أبو الحسن علي بن مزيد الأسدي (388-408هـ / 998-1017) أول أمراء بني مزيد ولقبه سند الدولة وقد منحه بهاء الدولة البويهي هذا اللقب سنة 397هـ وقد اتخذ من مدينة النيل مركزا له، وهي بلدة على الضفة الغربية للفرات بين بغداد والكوفة.
وذكر في ظهوره في كتاب تاريخ ابن خلدون: وفي سنة سبع وثمانين خرج أبو الحسن علي بن مزيد في قومه بني أسد ونقض طاعة بهاء الدولة فبعث إليه العساكر فهرب أمامهم وأبعد حتى امتنع عليهم ثم بعث في الصلح والاستقامة وراجع الطاعة ثم رجع إلى انتقاضه سنة اثنتين وتسعين واجتمع مع قرواش بن المقلد صاحب الموصل فحاصروا المدائن ثم بعث إليهم أبو جعفر الحجاج وهو نائب بغداد العساكر فدفعوهم عنها وخرج الحجاج واستنجد خفاجة فجاء من الشام و قاتل بني عقيل وبني أسد فهزموه ثم خرج إليهم ولقيهم بنواحي الكوفة فهزمهم وأثخن فيهم بالقتل والأسر واستباح ملك بني مزيد.

## حروبه مع بني دبيس
وذكر في الكامل في التاريخ في أحداث عام 401 هـ/1010 م : كان أبو الغنائم محمد بن مزيد مقيمًا عند بني دبيس في جزيرتهم بنواحي خوزستان لمصاهرة بينهم فقتل أبو الغنائم أحد وجوههم ولحق بأخيه أبي الحسن علي بن مزيد فتبعوه فلم يدركوه وانحدر إليهم سند الدولة أبو الحسن بن مزيد في ألفي فارس واستنجد عميد الجيوش فانحدر إليه عجلًا في زبزبة في ثلاثين ديلميًا وسار ابن مزيد إليهم فلقيهم واقتتلوا فقتل أبو الغنائم وانهزم أبو الحسن بن مزيد فوصل الخبر بهزيمته إلى عميد الجيوش وهو منحدر فعاد. ثم عادت الحرب بين بني مزيد وبني دبيس مرة أخرى عام 405 هـ/ 1014م حيث كانت بين أبي الحسن علي بن مزيد الأسدي وبين مضر وحسان ونبهان وطراد بني دبيس وسببها قتلهم أخاه أبا الغنائم كما سبق بيانه. وحالت الأيام بينه وبين الأخذ بثأره. فلما كان الآن تجهز لقصدهم وجمع العرب والشاذنجان والجوانية وغيرهما من الأكراد وسار إليهم، فلما قرب منهم خرجت زوجته ابنة دبيس وقصدت أخاها مضر بن دبيس ليلا، وقالت له: قد أتاكم ابن مزيد فيما لا قِبَل لكم به، وهو يقنع منكم بإبعاد نبهان قاتل أخيه فأبعدوه، وقد تفرقت هذه العساكر. فأجابها أخوها مضر إلى ذلك وامتنع أخوه حسان، فلما سمع ابن مزيد بما فعلته زوجته أنكره وأراد طلاقها، فقالت له: خفت أن أكون في هذه الحرب بين فقد أخ حميم أو زوج كريم، ففعلت ما فعلت رجاء الصلاح، فزال ما عنده منها، وتقدم إليهم وتقدموا إليه بالحلل والبيوت التقوا واقتتلوا واشتد القتال لما بين الفريقين من الذحول، فظفر ابن مزيد بهم وهزمهم، وقتل حسان ونبهان ابني دبيس واستولى على البيوت والأموال ولحق من سلم بن الهزيمة بالحويزة. ولما ظفر بهم رأى عندهم مكاتبات فخر الملك يأمرهم بالجد في أمره ويعدهم النصرة. فعاتبه على ذلك وحصل بينهما نفرة، ودعت فخر الملك الضرورة إلى تقليد ابن مزيد الجزيرة الدُبيسيّة واستثنى مواضع منها: الطيب وقرقوب وغيرهما. وبقي علي بن مزيد هناك إلى جمادى الأولى. وكان آخر تلك الحرب أن مضر بـن دبيس كبس أبا الحسن ابن مزيد ليلا فهزمه واستولى ابن دبيس على خيل أبي الحسن وأمواله وهرب أبو الحسن إِلى بلد النيل.
وفي عام 404هـ / 1013م جاء سلطان وعلوان ورجب بنو ثمال الخفاجي في أعيان قومهم إلى فخر الملك أبا غالب والي بغداد عن بهاء الدولة البويهي وضمنوا حماية سقي الفرات من بني عقيل وساروا معه إلى بغداد فبعثهم مع ذي السعادتين الحسن بن منصور للأنبار فعاثوا في نواحيها وحبس ذو السعادتين نفراً منهم.ثم أطلقهم فهموا بقبضه وشعر بهم فحاول عليهم حتى قبض على سلطان منهم وحبسهم ببغداد. ثم شفع فيهم أبو الحسن بن مزيد فأطلقهم فاعترضوا الحاج سنة اثنتين وأربعمائة ونهبوهم فبعث فخر الملك إلى أبي الحسن علي بن مزيد بالانتقام منهم فلحقهم بالبصرة فأوقع بهم وأثخن فيهم واسترد من أموال الحاج ما وجد وبعث به وبالأسرى إلى فخر الملك. ثم اعترضوا الحاج مرة أخرى ونهبوا سواد الكوفة فأوقع بهم أبو الحسن بن مزيد مثل ذلك وبعث بأسراهم إلى بغداد.
وتوفى الأمير علي بن مزيد سنة 408هـ الموافق سنة 1017 م وخلفه بالحكم إبنه دبيس بن علي.